# Landon Pigg
Landon Pigg, född den 6 augusti 1983, är en sångare, låtskrivare och skådespelare från Nashville, Tennessee, USA.

## Filmografi (urval)
- 2009 – Whip It
- 2012 – The Perks of Being a Wallflower

## Diskografi
Demoalbum
- 2002 – Demonstration

Studioalbum
- 2006 – LP
- 2009 – The Boy Who Never

EPs
- 2006 – This Is a Pigg
- 2006 – Connect Sets
- 2007 – Live in the Alice Lounge
- 2008 – Coffee Shop

Singlar (urval)
- 2006 – "Can't Let Go" (US Adult #19)
- 2007 – "Falling in Love at a Coffee Shop" (US Adult #33, US AC #13)